# Pilotrichaceae
Pilotrichaceae, porodica pravih mahovina koja je dobila ime po rodu Pilotrichum, a 1984. nazvana Callicostaceae, što joj je sinonim.
GBIF za nju navodi dva roda Cyclodictyon i Hypnella. Rod Hypnella, po drugim izvorima pripada porodici Hookeriaceae (Tropicos), ili porodici Sematophyllaceae (The Plant List), koja pripada redu Hypnales.
Rod Pilotrichum, po kojem je dobila porodica ime uključuju i u porodicu Daltoniaceae

## Rodovi i vrste
1. genus: Brymela Crosby & B.H. Allen
2. genus: !!Callicostella (Müll. Hal.) Mitt. nom. cons.
3. genus: Callicostellopsis Broth.
4. genus: Crossomitrium Müll. Hal.
5. genus: Cyclodictyon Mitt.
6. genus: Helicoblepharum (Spruce ex Mitt.) Broth.
7. species: !Hookeriopsis pachydictyon Herzog
8. genus: Lepidopilidium (Müll. Hal.) Broth.
9. genus: !Pilotrichum P. Beauv.
10. genus: Thamniopsis (Mitt.) M. Fleisch.
11. genus: Trachyxiphium W.R. Buck